# فرانك هانسن (مجدف)
فرانك هانسن (بالنرويجية: Frank Hansen)‏ (و. 1945  م) هو مجدف نرويجي، ولد في أوسلو، شارك في التجديف في الألعاب الأولمبية الصيفية 1972 – رجال تجديف مزدوج ‏، والتجديف في ألعاب أولمبية صيفية 1976 – رجال تجديف مزدوج ‏.

## جوائز
حصل على جوائز منها:
- جائزة فيرنلي [الإنجليزية]‏ (1976)
- ميدالية افتنبوستن الذهبية [الإنجليزية]‏ (1975).

## روابط خارجية
- فرانك هانسن على موقع الاتحاد الدولي للتجديف (الإنجليزية)
- فرانك هانسن على موقع اللجنة الأولمبية الدولية (الإنجليزية)
- فرانك هانسن على موقع أوليمبيديا (الإنجليزية)